# Állatfarm (film, 1954)
Az Állatfarm (eredeti címe: Animal Farm) egy 1954-ben bemutatott brit rajzfilm, amely George Orwell azonos című regénye alapján készült diktatúraellenes szatíra.

## Cselekmény
Az Állatfarm George Orwell klasszikus regényének feldolgozása.
Egy angliai gazdaságban az állatok fellázadnak a kegyetlen gazda, Mr. Jones ellen. A disznók vezetésével szabályos forradalmat hajtanak végre, elűzik az embereket, és saját maguk kezdik el irányítani a gazdaságot, egy egyenlőbb és igazságosabb társadalom létrehozásának reményében. Napóleon, a sertés lassan átveszi a hatalmat, és sztálinista vezetőkhöz hasonlóan kegyetlen zsarnokságot vezet be.

## Gyártás és bemutatók
A forgatókönyvet Philip Stapp, Lothar Wolff és Borden Mace írta; a film zenéjét Seiber Mátyás szerezte, a rendezői és producerei John Halas és Joy Batchelor brit animátorok voltak. Ez lett az egyik első általános forgalomba hozott brit animációs játékfilm.
A rajzfilm létrehozását az amerikai CIA is támogatta, mivel a művet szovjetellenes propaganda céljaira is fel akarták használni. A szervezet közbenjárt Orwell özvegyénél a filmesítési jogok megszerzésében, és a cselekményen is módosítottak, hogy az jobban megfeleljen az igényeiknek: a film végén a könyvvel ellentétben az emberek már nem szerepelnek, és a filmben az állatok fellázadnak a disznók uralma ellen – ez szintén propagandafogás, és nem szerepel a könyvben.
Az eredetiben a mesélő hangját Gordon Heath adta, az állatokat pedig Maurice Denham szólaltatta meg.
Halas és Batchelor 1951 novemberében kapta meg a szerződést a film elkészítésére, és az három év alatt, 1954 áprilisára készült el. A Halas & Batchelor Stúdió 70 (más forrás szerint 80) animátort foglalkoztatott ebben a munkában.
Az Amerikai Egyesült Államokban 1954. december 29-én, az Egyesült Királyságban 1955. január 13-án mutatták be a mozikban.

## Díjak
- 1956: BAFTA, Legjobb animációs film: jelölés.[11][12]

## Magyar vonatkozások
A filmet John Halas (Halász János) készítette a feleségével, Joy Batchelorral 1940-ben alapított, Halas and Batchelor elnevezésű rajzfilmvállalatuknál. Általános ismertséget, sőt világhírt hozott nekik. Emellett ez volt az első egész estés animációs film Angliában, így ezt a munkát tekintik az angol rajzfilm kiindulópontjának.
A film zenéjét Seiber Mátyás komponálta.
Magyarországon maga az alapmű is csak a rendszerváltozás után jelenhetett meg, így a rajzfilm is csak 1992. július 22-én került adásba, elsőként a Magyar Televízió 2-es csatornáján, a TV2 Filmklubja című műsorban. Ez után 1993. június 30-án a Duna Televízió vetítette le.
Az 1992-es magyarországi megjelenés idejére a rajzfilm szinkronja már elkészült, de arról semmilyen hivatalos információ nem került nyilvánosságra. Lelkes amatőr szinkronrajongók kezdeményezték a szinkronhangok hallás alapján történő felismerését, elsőként az ISzDb blog fórumán, majd a kezdeményezés eredményét e blogon tették közzé, az 1954-es filmnek szentelt lapon.
Televíziós megjelenések: TV-2, Duna TV, ATV